# Bactrocera tenuifascia
Bactrocera tenuifascia
 es una especie de insecto díptero que May describió científicamente por primera vez en 1965. Esta especie pertenece al género Bactrocera de la familia Tephritidae. 